# هستيوناويات
الهستيوناويات (الاسم العلمي: Histionina) هي رتيبة من اللجفاوات تتبع الرتبة الجاكوبيات من طائفة الجاكوبانية.

## التصنيف
- الجاكوبات
  - الجاكوبات